# Bernardo González Pérez de Angulo
Bernardo González Pérez de Angulo (San Martín Texmelucan, Puebla; 1780 – Cholula, Puebla; 1845) fue miembro de las logias yorkinas, diputado por México al Congreso Constitucional de 1824 y ministro de Hacienda del 13 de enero de 1829 al 13 de abril del mismo año.

## Vida
González Pérez de Angulo fue un personaje letreado que no sólo participó en la guerra de Independencia, sino también sus bienes familiares estaban dedicados a la guerra. Estaba a favor de la inmunidad eclesiástica, redactando, inclusive, una representación del clero secular dirigida a la comunidad metropolitana expresando su protección a favor del clérigo.
En 1833, creó el Instituto de Geografía y Estadística, que fue génesis de la actual sociedad de ese nombre. Fue director de la Casa de Moneda desde ese mismo año y hasta octubre de 1846, pero posteriormente destituido por Santa Anna por discrepancias sobre una nueva acuñación del cobre. Escribió una obra titulada Observaciones sobre las tramas del Partido Monárquico Mexicano en 1840.

### Secretario de Hacienda

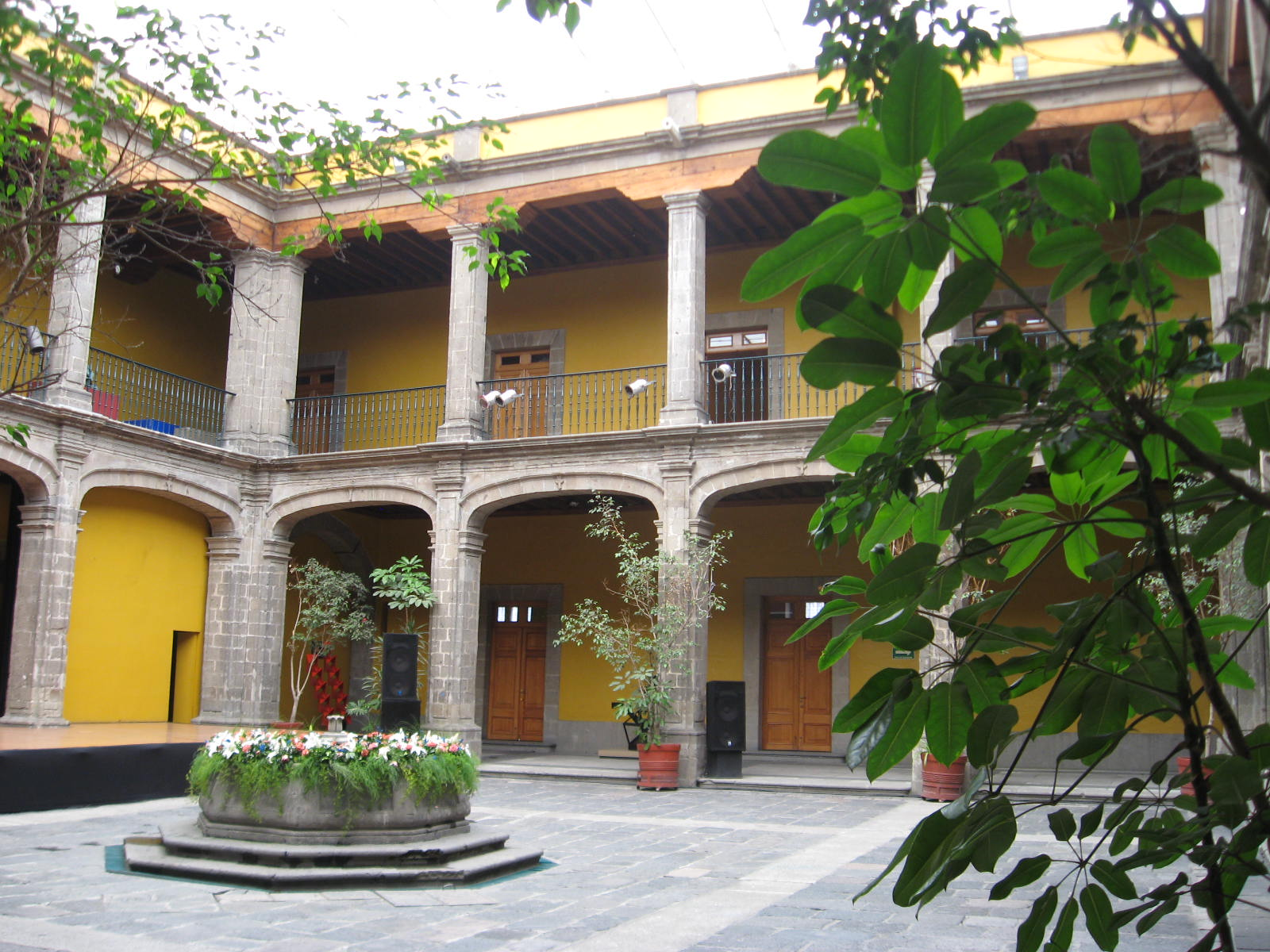
Patio de la Secretaría de Hacienda

De 1825 a 1830 la Secretaría de Hacienda estaba formada por un Secretario en la cabeza del poder, que tenía a su mando un Oficial Mayor, un Gobierno y una Dirección de Rentas. A su vez, el Gobierno se dividía en la Tesorería General, en Comisarías Generales, Préstamos Extranjeros y la Casa de Moneda. La Dirección de Rentas se dividía en Aduanas Marítimas, Aduanas de Territorios, Tabaco, Pólvora, Salinas, Lotería y Correos.
González Pérez de Angulo fue un Secretario de transición, ya que sólo estuvo a mando de la Secretaría de Hacienda unas semanas al final de la presidencia de Guadalupe Victoria y los primeros doce días del gobierno de Vicente Guerrero, (13 de enero – 13 de abril de 1829). Debido al corto período que estuvo en el poder, no pudo ocuparse de los temas más importantes de la Secretaría de Hacienda; sin embargo, no eran desconocidos para él ya que había pertenecido a la Fiscalía de Hacienda y a la Comisión de Hacienda de la Cámara de Diputados en 1825. Prefirió el campo de la disidencia y en 1882 se fue al terreno revolucionario con el general Santa Anna, quien comisionó al Presidente interino Mechor Múzquiz y a Bernardo González Pérez de Angulo la entrega de la Ciudad de México.

### Instituto de Geografía y Estadística
El Instituto de Geografía y Estadística se fundó en 1833 bajo la ayuda del entonces Presidente de la República, Valentín Gómez Farías. Esta institución emergió bajo ideales de progreso, estudio y conocimiento que presidió el quehacer científico. Bernardo González Pérez de Angulo participó con el primer presidente del Instituto, José M. Justo Gómez de la Cortina, en el origen de la institución. Los objetivos principales de dicha institución eran: “promover y realizar investigaciones y estudios científicos, culturales y técnicos de todo orden, mantener relaciones y cooperar con otras instituciones similares del país y del extranjero”.

## Contexto Histórico

### Europa
En Europa, alrededor del siglo XVIII, se estaba viviendo el auge artístico; la difusión de las composiciones del músico Ludwig van Beethoven formaron parte de este esplendor. Goethe escribió, en esos tiempos, su famosa obra “”Wherter;”” Diderot y D’Alembert terminaron su obra “”Enciclopedia.”” Asimismo, se empezaron a notar movimientos revolucionarios en diferentes naciones; Francia inició el suyo en 1789 con la toma de la Bastilla.

### América
Al mismo tiempo que se daban los movimientos revolucionarios en Europa, en América se vivía la recién declarada independencia de América del Norte respecto a Gran Bretaña, para conformar así la unión de las 13 colonias y crear en 1787 la República de los Estados Unidos de América.

### Viejo y Nuevo Mundo
Mientras Francia se transformaba en primera potencia bajo el poder de Napoleón Bonaparte, España, dominada por las tropas francesas, se dividía políticamente y tenía una guerra de guerrillas en su territorio. Sudamérica también se encontraba en constante cambio, mientras que en lugares como Buenos Aires, Nueva Granada y Santiago de Chile se daban movimientos independentistas. Tras la revolución de Caracas, Venezuela declara su independencia en 1813 secundada por Paraguay poco después.
Mientras que el Viejo Mundo trataba de buscar el dominio en otros territorios, el Nuevo Mundo intentaba destruir las colonias para poder organizarse como países libres y soberanos.
México consiguió su Independencia en 1821 y tras la caída del Primer Imperio en 1823, se constituyó un Supremo Poder Ejecutivo encabezado por Nicolás Bravo, Guadalupe Victoria y Pedro Celestino Negrete y en 1824 se eligió a Guadalupe Victoria como el primer Presidente de México.

## Contribuciones Diplomáticas
La vida diplomática de Bernardo González Pérez de Angulo empezó en 1827 como ministro plenipotenciario de México en Colombia, cargo que no logró desempeñar debido a dos razones: la primera es la situación política en la que se veía envuelta dicho país. Sin embargo, la situación principal fue de cuestión familiar, ya que a la muerte de su hermano lo único que les había heredado fueron deudas que posteriormente tuvo que pagar el canciller.
Durante el poco tiempo que estuvo como ministro, las relaciones con países como Perú, Francia y Prusia se fortalecieron a través de tratados de amistad, comercio y navegación que él. De igual forma se concluyó y publicó el Tratado de Amistad y Comercio celebrado en Sajonia. Logró que la independencia de México se reconociera de cierta manera al aceptar que Cerdeña admitiera al pabellón de México y que se protegieran a los ciudadanos mexicanos.
En febrero de 1833, se permitió que el barón Deffaudis, ministro plenipotenciario de Francia en México, presentara sus cartas credenciales ante el presidente don Manuel Gómez Pedraza. Otro aspecto de gran relevancia que llevó a cabo Bernardo González Pérez de Angulo fue la reunión de una Asamblea General de los nuevos Estados Americanos. Es durante estas gestiones que los gobiernos de Perú y Bolivia manifestaron al de México su buena disposición de concurrir a la referida Asamblea por medio de sus representantes.
El asunto de las relaciones con la madre patria no se descuidó durante el mandato del Canciller, pues a pesar de que muchas países ya habían reconocido la Independencia de México, España aún no lo hacía. Sin embargo, fue el 12 de febrero de 1833 cuando González Pérez de Angulo anunció al encargado de negocios de México en Gran Bretaña, Manuel Eduardo de Gorostiza, que el cónsul mexicano en Burdeos había recibido invitaciones para pasar a Madrid, así como promesa de resultados positivos en las negociaciones. El Canciller le indicó al encargado de negocios que en caso de considerar apropiado, se apareciera en las fronteras de España y planteara la idea de entablar con dicha nación, tratados de amistad y comercio sobre los principios de igualdad y reciprocidad y sobre todo, el reconocimiento absoluto de la Independencia.
Una de sus contribuciones más importantes es que, Bernardo González Pérez de Angulo, elaboró el primer reglamento para el uniforme del Cuerpo Diplomático y Consular mexicano. Dicho reglamento disponía de un uniforme de gala y otro ordinario, mismos que tenían diferencias para caracterizar los distintos rangos del cuerpo diplomático (ministros plenipotenciarios, encargados de negocios, secretarios y oficiales de Tesorería).

## Citas
1. 1 2 3 4  Cancilleres de México. (1. ed. edición). México: Secretaría de Relaciones Exteriores. 1992. p. 135. ISBN 9688103918.
2. 1 2 3 4  Castillo, Carlos Justo Sierra, Carlos Alberto Martínez (1999). Los secretarios de hacienda en México. México: Secretaría de Hacienda y Crédito Público. p. 57. ISBN 9688068810.
3. 1 2  Castillo, Carlos Justo Sierra, Carlos Alberto Martínez (1999). Los secretarios de hacienda en México. México: Secretaría de Hacienda y Crédito Público. p. 58. ISBN 9688068810.
4. ↑  Castillo, Carlos Justo Sierra, Carlos Alberto Martínez (1999). Los secretarios de hacienda en México. México: Secretaría de Hacienda y Crédito Público. p. 54. ISBN 9688068810.
5. ↑  Reyes H., Alfonso (2 de enero de 1987). Los Presidentes (1. ed edición). Sociedad Mexicana de Geografía y Estadística. p. 29.
6. ↑  Reyes H., Alfonso (2 de enero de 1987). Los Presidentes (1. ed edición). Sociedad Mexicana de Geografía y Estadística. p. 19.
7. ↑  Cancilleres de México. (1. ed. edición). México: Secretaría de Relaciones Exteriores. 1992. p. 138. ISBN 9688103918.
8. ↑  Cancilleres de México. (1. ed. edición). México: Secretaría de Relaciones Exteriores. 1992. p. 138. ISBN 9688103918.
9. 1 2 3  Cancilleres de México. (1. ed. edición). México: Secretaría de Relaciones Exteriores. 1992. p. 139. ISBN 9688103918.
10. 1 2  Cancilleres de México. (1. ed. edición). México: Secretaría de Relaciones Exteriores. 1992. p. 136. ISBN 9688103918.
11. 1 2 3  Cancilleres de México. (1. ed. edición). México: Secretaría de Relaciones Exteriores. 1992. p. 137. ISBN 9688103918.